# Gordonia imbricata
Gordonia imbricata là một loài thực vật có hoa trong họ Theaceae. Loài này được King mô tả khoa học đầu tiên năm 1890.